# Denipaire
Denipaire [dənipɛʁ] ist eine französische Gemeinde mit 250 Einwohnern (Stand: 1. Januar 2022) im Département Vosges in der Region Grand Est. Sie gehört zum Arrondissement Saint-Dié-des-Vosges und zum Gemeindeverband Saint-Dié-des-Vosges. Die Einwohner nennen sich Denipairien(ne)s.

## Geografie
Denipaire liegt in den Vogesen am Fluss Hure, etwa zehn Kilometer nördlich von Saint-Dié-des-Vosges.
Nachbargemeinden von Denipaire sind Moyenmoutier im Norden, Ban-de-Sapt im Nordosten, Saint-Jean-d’Ormont im Südosten, Saint-Dié-des-Vosges im Süden sowie Hurbache im Westen.
Nördlich und südlich des Huretales steigt das waldreiche Gelände auf Höhen von über 500 m an. Die höchste Erhebung im Gemeindegebiet bildet der Nordhang des Roche des Corbeaux mit 660 m über dem Meer im äußersten Süden.
Denipaire wird umgeben von den Nachbargemeinden Moyenmoutier im Norden, Ban-de-Sapt im Nordosten, Saint-Jean-d’Ormont im Osten, Saint-Dié-des-Vosges im Süden sowie Hurbache im Westen.

## Bevölkerungsentwicklung
| Jahr      | 1962 | 1968 | 1975 | 1982 | 1990 | 1999 | 2006 | 2014 | 2021 |
| Einwohner | 209  | 234  | 222  | 250  | 266  | 287  | 237  | 250  | 248  |

Im Jahr 1861 wurde mit 532 Bewohnern die bisher höchste Einwohnerzahl ermittelt. Die Zahlen basieren auf den Daten von cassini.ehess und INSEE.

## Sehenswürdigkeiten
In Denipaire gibt es weder Kirchen noch Kapellen. Für die Gläubigen ist die Pfarrei der Nachbargemeinde Hurbache zuständig. Südlich der Hurebrücke steht ein Flurkreuz.

## Wirtschaft und Infrastruktur
In der Gemeinde sind vier Landwirtschaftsbetriebe ansässig (Milchwirtschaft, Rinder- und Geflügelzucht).
Durch das Gemeindegebiet von Denipaire führt die Fernstraße D 32 von Étival-Clairefontaine  ins elsässische Saales. Sechs Kilometer westlich von Denipaire besteht ein Anschluss an die autobahnartig ausgebaute Route nationale 59 von Lunéville nach Sélestat.

## Belege
1. ↑  Denipaire auf cassini.ehess
2. ↑  Denipaire auf INSEE
3. ↑  Landwirtschaftsbetriebe auf annuaire-mairie.fr (französisch)